# 城門

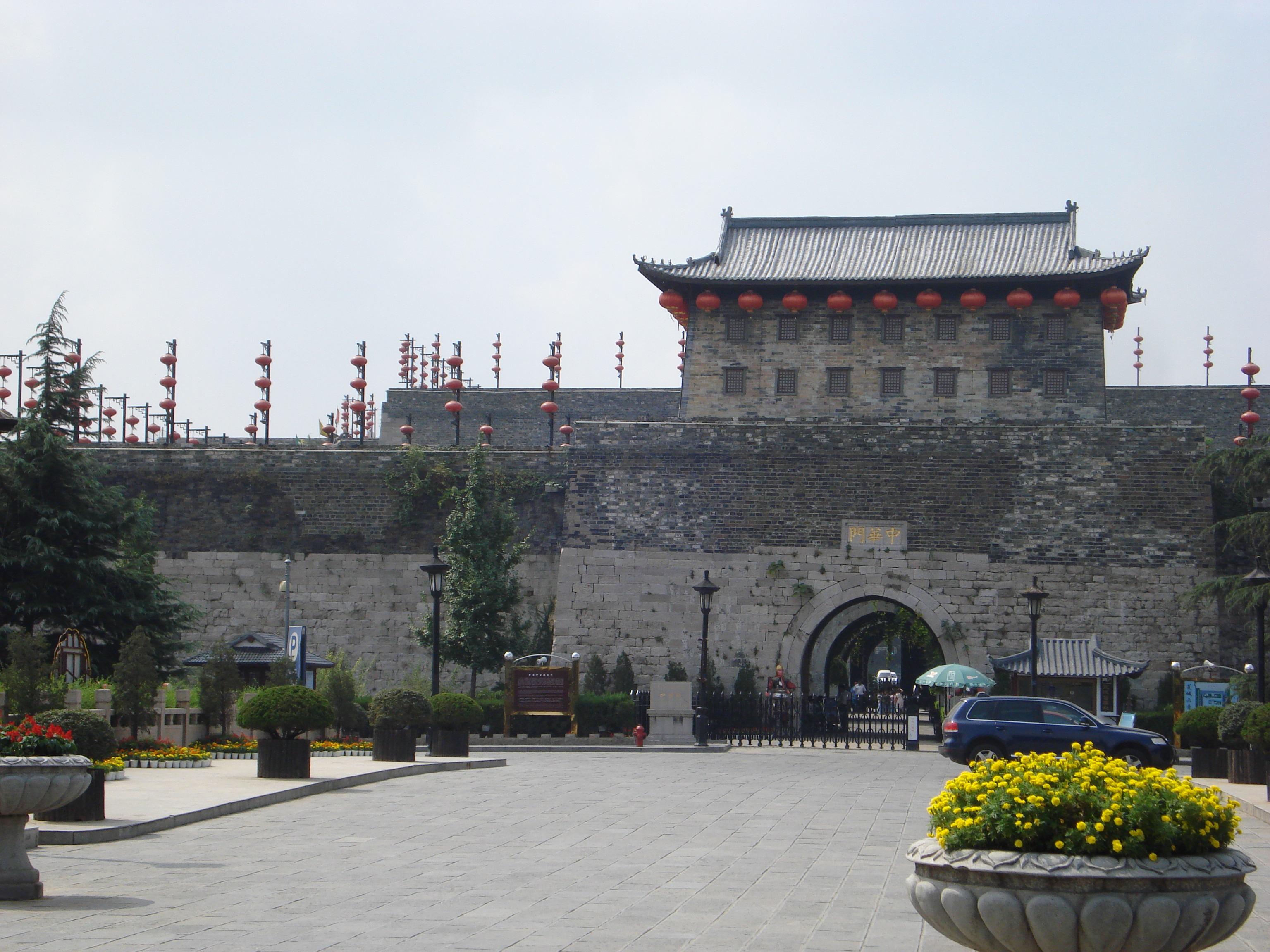
南京中華門

城門，又稱戰門，是古代軍事化建築。本質上是加強為堡壘的門。其作用是城鎮、城堡、要塞的主要進出通道，通常會有紋章或銘文標示。隨著時間的推移，逐漸演變成包含吊橋，閘門，投口，箭洞，陷阱等複雜的堡壘結構建築。除了安全用途，城門也是控制人車貨物進出的點，具有維持衛生、貿易、稅收等功能，也用來展示各種公共訊息，例如通行費表、地方法律、被斬首的人頭。隨著時代變遷，許多地方拆除了城門等防禦工事，也有城門因歷史價值而得到修復或重建。

## 知名城門
- 西安城門
- 南京中華門
- 北京正陽門
- 台北承恩門
- 孟買印度門
- 首爾東大門
- 邁錫尼獅子門
- 巴塞爾斯巴倫門
- 克拉科夫聖福里安門
- 基輔金门
- 開羅之門
- 蒙特維多堡壘之門